# Claude Arabo
Claude Arabo, född 3 oktober 1937 i Nice, död 3 juli 2013 i Villefranche-sur-Mer, var en fransk fäktare.
Arabo blev olympisk silvermedaljör i sabel vid sommarspelen 1964 i Tokyo.